# Plectus raabei
Plectus raabei is een rondwormensoort uit de familie van de Plectidae.